# Thijs Chanowski
Michael Matthijs (Thijs) Chanowski (Hamburg, 18 juni 1930 – Alkmaar, 7 maart 2017) was een Nederlandse televisieproducent- en regisseur, ondernemer en onderzoeker.

## Loopbaan
Chanowski begon zijn carrière in de (jazz)muziek en de schilderkunst. Hij was producent van de eerste tien afleveringen van het kinderprogramma De Fabeltjeskrant. Hiermee verwierf hij de bijnaam Thijs "meneer de uil" Chanowski. Later produceerde hij ook 250 afleveringen van Paulus de boskabouter en andere televisieseries en films. Voor de film Camping verwierf hij de prestigieuze Prix d'Italia. Daarnaast werkte hij vanaf 1972 als adviseur bij Philips aan de ontwikkeling van 's werelds eerste interactieve laserdisk.
Na het winnen van verschillende prijzen voor film- en televisieproducties, waarin nieuwe technologieën werden toegepast, besloot Chanowski zich volledig te richten op de ontwikkeling van interactieve omgevingen, waarbij hij sindsdien belangrijke bijdragen heeft geleverd bij zoekverwerkingstechnologieën, ontwerpprogramma's voor multimediale databasesystemen (o.a. het programma FreeBase) en ook geavanceerde simulatietechnologie voor het Europese Ruimtevaartprogramma.
In 1990 stichtte Chanowski een multimedia-lab, dat zich richtte op knowledge mining. Dit bedrijf ontwikkelde onder meer de Aquabrowser, een 'intuïtieve' zoekmachine die werkt met termassociatie in plaats van woordtreffers. Chanowski bleef directeur toen het bedrijf door softwarebedrijf BSO werd overgenomen als "BSO Media Lab". Later kocht hij het bedrijf terug. 
Van 1995 tot 2000 was Chanowski bijzonder hoogleraar Multimedia Interactie aan de Universiteit van Amsterdam. Sedert 2005 werkte hij aan een project om jonge kinderen in derdewereldlanden de Engelse taal te leren, zonder hun eigen taal daarvoor te gebruiken.
Chanowski woonde in Bergen, hij overleed in 2017 in een Alkmaars ziekenhuis op 86-jarige leeftijd.

## Filmografie
- De Fabeltjeskrant (1968)
- De vloek van Woestewolf (1974)
- Paulus de boskabouter (1974)
- Toestanden (1976)
- Camping (1978)
- Nestwarmte (1981)
- De Paardentekenaar (1983)